# Kolczakówka fiołkowa
Kolczakówka fiołkowa, sarniak fiołkowy (Hydnellum ioeides (Pass.) E. Larss., K.H. Larss. & Kõljalg) – gatunek grzybów z rodziny kolcownicowatych (Bankeraceae).

## Systematyka i nazewnictwo
Pozycja w klasyfikacji według Index Fungorum: Sarcodon, Bankeraceae, Thelephorales, Incertae sedis, Agaricomycetes, Agaricomycotina, Basidiomycota, Fungi.
Po raz pierwszy takson ten zdiagnozował w 1872 r. Giovanni Passerini nadając mu nazwę Hydnum joeides. Obecną, uznaną przez Index Fungorum nazwę nadali mu w 2019 r. K.H. Larss. i Kõljalg przenosząc go do rodzaju Hydnellum.
Synonimy:
- Hydnum ioeides Pass. 1872
- Sarcodon ioeides (Pass.) Bataille 1924

W 1985 r. Barbara Gumińska i Władysław Wojewoda podali polską nazwę sarniak fiołkowy (wówczas gatunek ten zaliczany był do rodzaju Sarcodon, czyli sarniak). Po przeniesieniu do rodzaju Hydnellum nazwa ta stała się niespójna z nazwą naukową. W 2021 Komisja ds. Polskiego Nazewnictwa Grzybów Polskiego Towarzystwa Mykologicznego zarekomendowała nazwę kolczakówka fiołkowa.

## Morfologia
Kapelusz
Średnica 3–11 cm, nierównomiernie pofałdowany, kształt początkowo wypukły, później rozpostarty. Powierzchnia gładka lub aksamitno-filcowata, potem włókienkowato-łuseczkowata, barwy czerwonobrązowej, kawy z mlekiem, niekiedy z liliowym lub cielistobrunatnym odcieniem. U wysychających owocników niekiedy z odcieniem mysioszarym.
Kolce
O długości do 5 mm i grubości 0,5 mm, daleko i nieregularnie zbiegające na trzon. U młodych owocników beżowe, ochrowobrązowe lub różowo-brązowe, z wiekiem stają się ciemniejsze – purpurowobrązowe.
Trzon
Wysokość 2–6 cm, grubość 0,5–2,5 cm, pełny, zwężający się ku podstawie. Powierzchnia włókienkowata lub drobnołuseczkowata, brązowa z fioletowym odcieniem.
Miąższ
Po przecięciu liliowy, z czasem staje się fioletowy. Ma korzenny zapach i nieco cierpki smak.
Zarodniki
Z licznymi, dość grubymi guzkami.

## Występowanie i siedlisko
Podano występowanie sarniaka fiołkowego tylko w niektórych krajach Europy i na Wyspach Kanaryjskich. Jest rzadki. Brak go w wykazie wszystkich grzybów makroowocnikowych Polski W. Wojewody z 2003 r., ale później w literaturze naukowej podano dwa jego stanowiska (2005 i 2014 r.). W latach 1995–2004 gatunek ten podlegał ochronie częściowej, a od roku 2004 podlega ochronie ścisłej bez możliwości zastosowania wyłączeń spod ochrony uzasadnionych względami gospodarki rolnej, leśnej lub rybackiej.
Naziemny grzyb ektomykoryzowy tworzący symbiozę z kasztanem jadalnym, dębem i bukiem. Rośnie w lasach liściastych. Owocniki wytwarza od lata do jesieni, zazwyczaj w grupach i zrośnięte po kilka.